# Conjecture de Bouniakovski
La conjecture de Bouniakovsky (ou de Bunyakovsky ou Bouniakowsky), formulée en 1854 par le mathématicien russe Viktor Bouniakovski, n'est toujours pas démontrée ou infirmée. Elle prévoit que si P(x) est un polynôme irréductible à coefficients entiers non constant et si d est son « diviseur invariable », c'est-à-dire le PGCD des P(n) quand n parcourt les entiers, alors il existe une infinité d'entiers naturels n pour lesquels l'entier |P(n)|/d est premier.
Par exemple, « comme la fonction x9 – x3 + 2 520 est irréductible, et qu'elle a pour diviseur invariable le nombre 504, le trinôme (x9 – x3 + 2 520)/504 […] représentera, comme il est impossible d'en douter, une infinité de nombres premiers, en attribuant successivement à x toutes les valeurs entières possibles. »
Cette conjecture « est l'extension du fameux théorème connu sur les progressions arithmétiques », qui correspond au cas où le polynôme est de degré 1.
Pour le polynôme x2 + 1 (cf. « Problèmes de Landau »), on pourrait répondre par l'affirmative si l'on savait démontrer une conjecture de Hardy et Littlewood sur la densité des valeurs premières d'un polynôme de degré 2.
On ne sait même pas si tout polynôme irréductible non constant dont le « diviseur invariable » vaut 1 prend ne serait-ce qu'une valeur première.